# Rocketdyne F-1

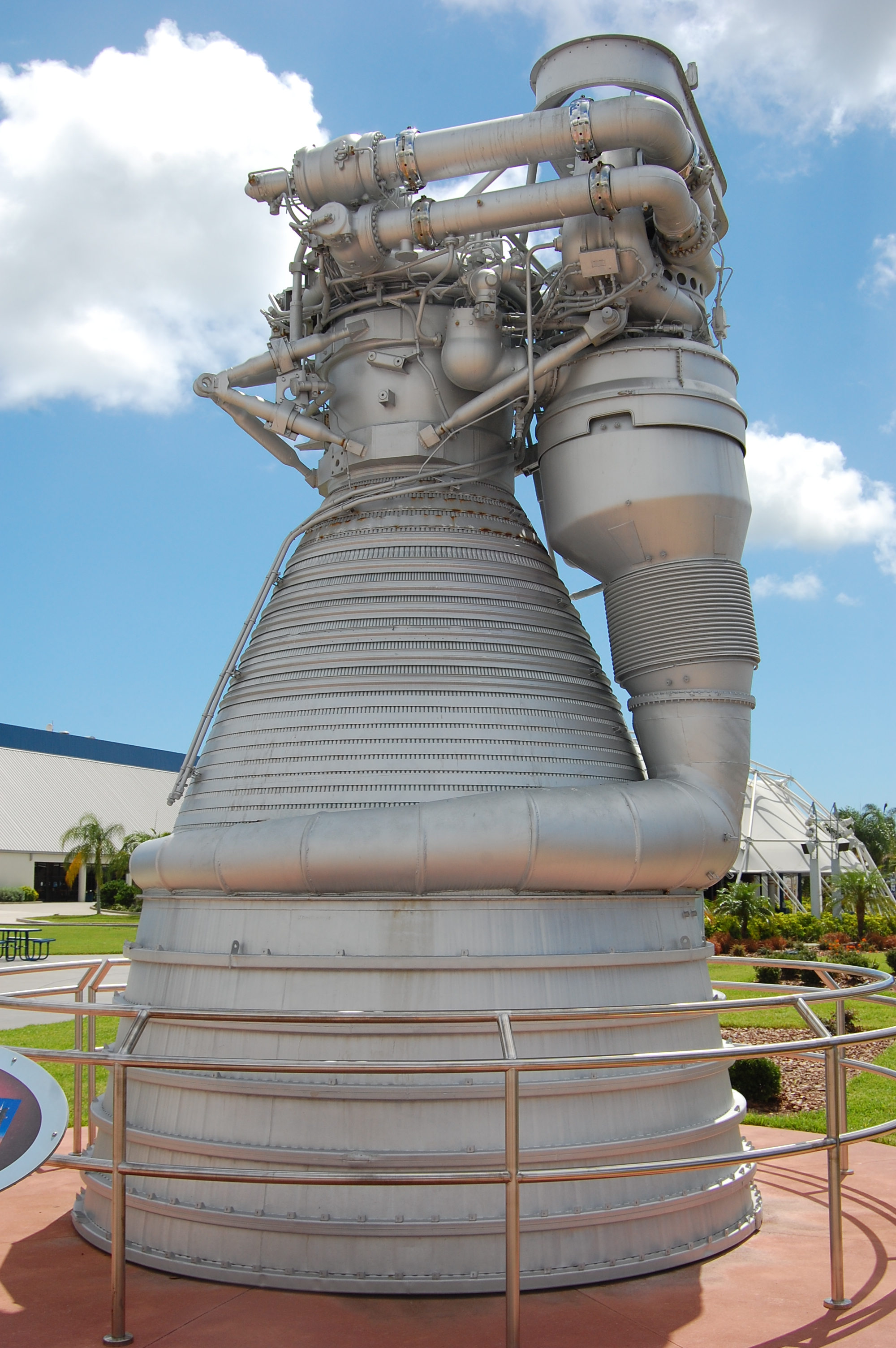
Um motor F-1 em exibição no Kennedy Space Center.

O F-1 é um motor de foguete de alta performance,  movido a combustíveis líquidos
criogênicos, no caso, RP-1 e LOX. Desenvolvido pela Rocketdyne e usado no Saturno V. 
Cinco motores F-1 foram usados no S-IC, o primeiro estágio do Saturno V, que serviu como o prinpipal veículo lançador 
do Projeto Apollo. O F-1 continua sendo o maior e mais potente motor de foguete já desenvolvido. Produzindo 1.500.000 libras de empuxo no nível do mar, e 1.800.000 libras de empuxo acima de 30km de altitude.